# Cupa României 1968-1969
Ediția 1968-1969 a fost a 31-a ediție a Cupei României la fotbal. A fost câștigată de Steaua București, învingând în finală echipa Dinamo București cu scorul de 2-1, deținătoarea trofeului din anul anterior.

## Desfășurare
Toate meciurile, exceptând finala (care a avut loc în București) s-au jucat pe teren neutru. În șaisprezecimi au participat 32 de echipe, din care făceau parte și cele din Divizia A. Dacă după 90 de minute scorul era egal se jucau două reprize de prelungiri a câte 15 minute. Dacă după prelungiri scorul era tot egal, echipa din eșalonul inferior se califica mai departe. Dacă ambele echipe erau din aceeași ligă meciul se rejuca. În cazul în care se consemna un rezultat de egalitate după prelungiri, atunci echipa oaspete se califica în următoarea etapă. Semifinalele s-au jucat în două manșe.

## Șaisprezecimi
| Data          | Echipă gazdă           |   | Echipă oaspete      | Rezultat         |
| ------------- | ---------------------- | - | ------------------- | ---------------- |
| 4 martie 1969 | Oțelul Galați          | – | Progresul București | 0:1 (0:1)        |
| 5 martie 1969 | Minerul Anina          | – | Politehnica Iași    | 3:1 (1:0)        |
|               | F.C. Baia Mare         | – | Universitatea Cluj  | r 1:2 (1:0, 1:1) |
|               | Steagul Roșu Brașov    | – | Petrolul Ploiești   | r 2:1 (0:0, 1:1) |
|               | Metalul București      | – | Dinamo Bacău        | 2:1 (1:0)        |
|               | Arieșul Câmpia Turzii  | – | Steaua București    | 2:4 (0:3)        |
|               | Dunărea de Jos         | – | Vagonul Arad        | r 2:1 (0:0, 1:1) |
|               | Dunărea Giurgiu        | – | Rapid București     | r 2:2 (0:2, 2:2) |
|               | Corvinul               | – | Crișul Oradea       | r 1:2 (1:0, 1:1) |
|               | CS Ocna Mureș          | – | UTA Arad            | 0:2 (0:0)        |
|               | Ceahlăul               | – | Dinamo București    | 0:4 (0:3)        |
|               | CSM Reșița             | – | Argeș Pitești       | 0:2 (0:2)        |
|               | Chimia R Vâlcea        | – | Farul               | 1:3 (0:1)        |
|               | Muncitorul Schela Mare | – | Jiul Petroșani      | 0:1 (0:1)        |
|               | CSM Suceava            | – | U Craiova           | r 4:3 (1:1, 2:2) |
|               | Chimica Târnăveni      | – | ASA Tîrgu Mureș     | r 2:3 (0:1, 2:2) |

## Optimi
| Data           | Oraș           | Echipă gazdă        |   | Echipă oaspete      | Rezultat         |
| -------------- | -------------- | ------------------- | - | ------------------- | ---------------- |
| 12 martie 1969 | Brașov         | UTA Arad            | – | Metalul București   | r 5:1 (0:0, 1:1) |
|                | București      | CSM Suceava         | – | ASA Tîrgu Mureș     | r 0:0            |
|                | Cluj           | Farul               | – | Crișul Oradea       | 3:1 (1:1)        |
|                | Craiova        | Steaua București    | – | Minerul Anina       | 2:1 (2:1)        |
|                | Ploiești       | Progresul București | – | Dunărea de Jos      | 1:0 (1:0)        |
|                | Râmnicu Vâlcea | Rapid București     | – | Jiul Petroșani      | 2:0 (1:0)        |
|                | Sibiu          | Universitatea Cluj  | – | Steagul Roșu Brașov | 3:0 (1:0)        |
|                | Târgoviște     | Dinamo București    | – | Argeș Pitești       | 1:0 (1:0)        |

## Sferturi
| Data        | Oraș      | Echipă gazdă     |   | Echipă oaspete      | Rezultat         |
| ----------- | --------- | ---------------- | - | ------------------- | ---------------- |
| 21 mai 1969 | Brașov    | Dinamo București | – | UTA Arad            | 3:0 (0:0)        |
|             | Brăila    | Farul            | – | Progresul București | 3:0 (1:0)        |
|             | București | Steaua București | – | Rapid București     | r 3:1 (0:0, 1:1) |
|             | Sibiu     | CSM Suceava      | – | Universitatea Cluj  | 2:1 (0:0)        |

## Semifinale
Turul s-a jucat pe 28 mai 1969, iar returul pe 4 iunie 1969.
|                  | General |                  | Tur       | Retur     |
| ---------------- | ------- | ---------------- | --------- | --------- |
| Dinamo București | 8:2     | CSM Suceava      | 5:1 (3:1) | 3:1 (1:0) |
| Farul            | 5:7     | Steaua București | 3:2 (3:1) | 2:5 (2:2) |

## Finala
| 22 iunie 1969 | Steaua București | 2 – 1 | Dinamo București | Stadionul 23 August, București Spectatori: 20.000 Arbitru: Aurel Bentu (București) |
| 22 iunie 1969 | 43', 75' Voinea  |       | Dumitrache 50'   | Stadionul 23 August, București Spectatori: 20.000 Arbitru: Aurel Bentu (București) |

| STEAUA BUCUREȘTI: |                    |  |     |
|                   |                    |  |     |
| P                 | Vasile Suciu       |  |     |
| F                 | Lajos Sătmăreanu   |  |     |
| F                 | Dumitru Nicolae    |  |     |
| F                 | Bujor Hălmăgeanu   |  |     |
| F                 | Iosif Vigu         |  |     |
| M                 | Dumitru Dumitriu   |  |     |
| M                 | Vasile Negrea      |  |     |
| A                 | Nicolae Pantea 88' |  |     |
| A                 | Florea Voinea      |  |     |
| A                 | Gheorghe Tătaru    |  |     |
| A                 | Carol Creiniceanu  |  |     |
| Schimbări:        |                    |  |     |
| A                 | Vasile Șoo         |  | 88' |
| Antrenor:         |                    |  |     |
| Ștefan Kovács     |                    |  |     |

| DINAMO BUCUREȘTI: |                   |  |     |
|                   |                   |  |     |
| P                 | Narcis Coman 46'  |  |     |
| F                 | Cornel Popa       |  |     |
| F                 | Alexandru Boc     |  |     |
| F                 | Cornel Dinu       |  |     |
| F                 | Constantin Ștefan |  |     |
| M                 | Vasile Gergely    |  |     |
| M                 | Mircea Stoenescu  |  |     |
| M                 | Radu Nunweiller   |  |     |
| A                 | Ion Pârcălab 50'  |  |     |
| A                 | Florea Dumitrache |  |     |
| A                 | Mircea Lucescu    |  |     |
| Schimbări:        |                   |  |     |
| P                 | Ilie Datcu        |  | 46' |
| F                 | Viorel Sălceanu   |  | 50' |
| Antrenor:         |                   |  |     |
| Bazil Marian      |                   |  |     |